# Wheelerella (protista)
Wheelerella es un género de foraminífero bentónico de la subfamilia Wheelerellinae, de la familia Ellipsoidinidae, de la superfamilia Pleurostomelloidea, del suborden Buliminina y del orden Buliminida. Su especie tipo es Wheelerella magdalenaensis. Su rango cronoestratigráfico abarca el Coniaciense (Cretácico superior).

## Discusión
Clasificaciones previas incluían Wheelerella en la familia Pleurostomellidae y en el suborden Rotaliina del orden Rotaliida.

## Clasificación
Wheelerella incluye a las siguientes especies:
- Wheelerella magdalenaensis †
- Wheelerella osazoe †